# Kansas, Alabama
Kansas là một thị trấn thuộc quận Walker, tiểu bang Alabama, Hoa Kỳ. Dân số năm 2009 là 254 người, mật độ đạt 97 người/km².